# Nevada Stoody Hayes
Nevada Stoody Hayes (Sandyville, Ohio, 21 de outubro de 1876 – Tampa, Flórida, 11 de janeiro de 1941), por vezes chamada Nevada de Bragança, foi uma socialite norte-americana que se tornou esposa do infante D. Afonso de Bragança, Duque do Porto, cujo sobrinho, D. Manuel II, foi o último rei de Portugal.

## Biografia
Nevada Stoody era a segunda filha de Jacob Walter Stoody (1846-1922) e de sua esposa, Nancy Miranda McNeel (1848-1922). Ela tinha quatro irmãs: Cora, Clara, Josephine e Florence, bem como um irmão, Charles. O sobrenome "Hayes", que adoptou, não correspondia ao do seu registo de baptismo nem ao de nenhum dos seus ex-maridos.
Os três primeiros maridos de Nevada Stoody Hayes foram: Lee Albert Agnew (1867-1924), de quem se divorciou, o milionário William Henry Chapman (1834-1907), de quem enviuvou e Philip Van Valkenburgh (1854-1950), de quem também se divorciou. Teve apenas um filho do primeiro casamento, Lee Albert Agnew, Jr. (Manhattan, NY, 2 de fevereiro de 1903-?), também chamado de "David".
Seu quarto e último marido foi o 3.° Duque do Porto, D. Afonso de Bragança, com quem se casou morganaticamente a 26 de setembro de 1917, em Roma, e a 23 de novembro daquele mesmo ano, em Madrid. Nevada usava o título de Duquesa do Porto.
Por testamento, Nevada foi herdeira universal do marido. Esteve em Portugal durante o litigioso processo de entrega dos bens e por ocasião da transladação do corpo do infante, em 1921, para o Panteão da Dinastia de Bragança, no mosteiro da Igreja de São Vicente de Fora, em Lisboa.
Nevada Stoody Hayes faleceu em St. Joseph's Hospital, em Tampa, Florida, aos sessenta e quatro anos. Somente após sua morte, a Fundação da Casa de Bragança pôde comprar o quadro "Batalha do Cabo de São Vicente", hoje localizado no Museu da Marinha. A obra estava incluída na sua herança. Encontra-se sepultada no Maple Grove Cemetery, em Ovid (Michigan).